# Carter Beauford
Carter Anthony Beauford (Charlottesville, 2 novembre 1958) è un batterista statunitense.

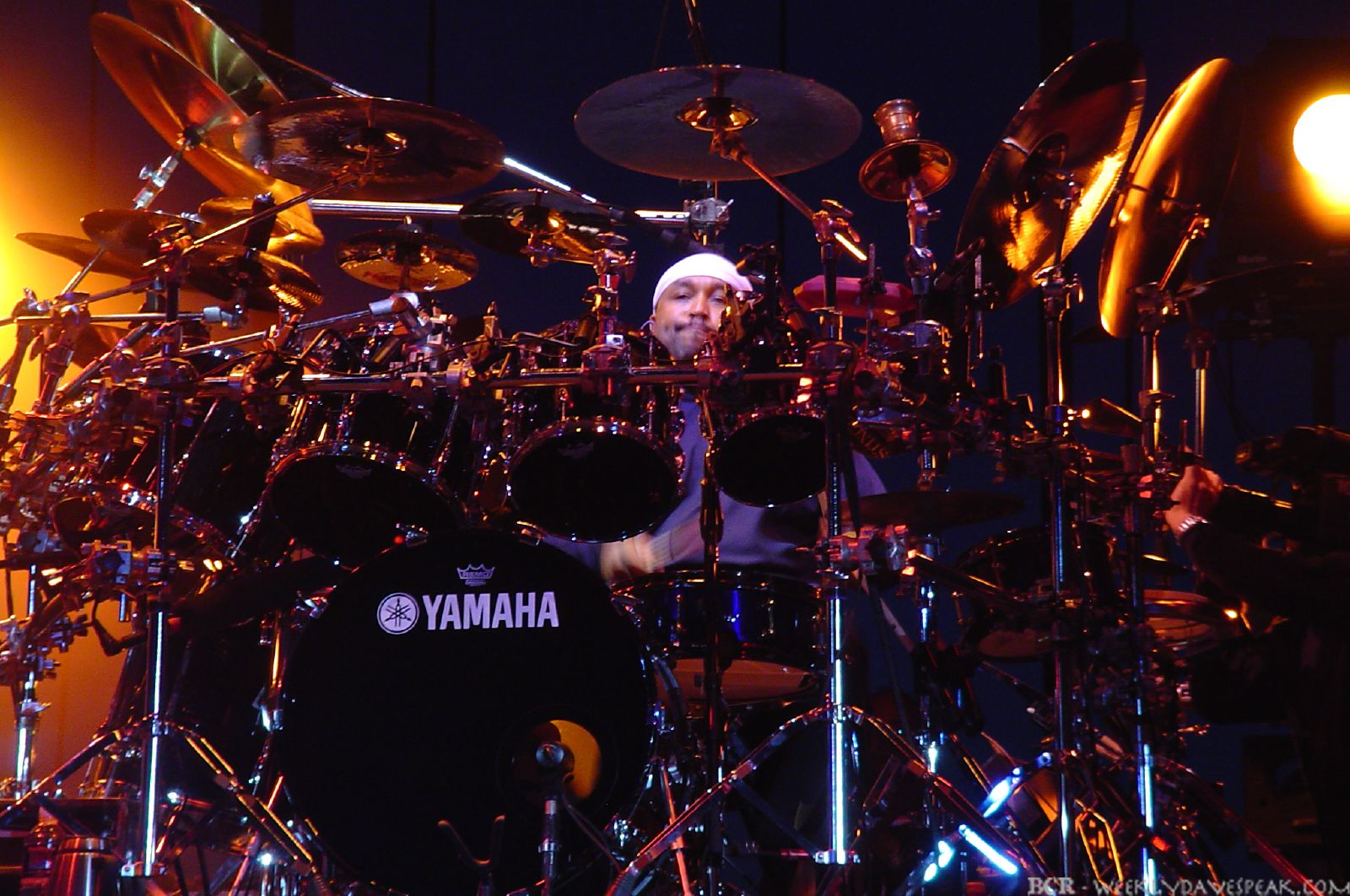
Carter Beauford (2005).

Attualmente suona nella Dave Matthews Band.
Batterista ambidestro di stile jazz e fusion, fu avvicinato a questo genere a tre anni dal padre, anch'esso musicista jazzista.
Laureato in ergoterapia, rimase nell'ombra fino alla fine degli anni ottanta, quando entrò a far parte dei Secrets e successivamente fondò insieme a Dave Matthews la Dave Matthews Band, di cui è membro tuttora. Nella band è anche corista. Ha vinto numerosi riconoscimenti come miglior batterista dalla rivista american Modern Drummer.
Ha collaborato anche con Carlos Santana, John Popper e Victor Wooten.
Trae ispirazione da Gene Krupa, Louis Bellson, Tony Williams e Buddy Rich. Imita spesso quest'ultimo con la tecnica della mano aperta (destra).
Famoso per il frequente uso di varianti e fill del hi-hat.
Utilizza una Yamaha Recording Custom, piatti Zildjian, bacchette Vic Firth Signature (dal 2011), doppio pedale DW 9002, rullanti Yamaha, percussioni LP, pelli Remo (prima del 2005 usava pelli Evans ma a causa delle loro continue rotture è passato a Remo.)
Scheda tecnica della batteria: 
Carter suona un set YAMAHA Recording Custom (solid black) che comprende una cassa 22"x18"; tom 8"x8", 10"x9", 12"x10", 13"x11", 14"x12" e floor tom 18"x16". Il suo rullante preferito è il modello signature in rame Roy Haynes 14"x5.5".